# Lista de governadores do Acre
Esta é uma lista de governantes do estado do Acre.
O Acre é um estado da federação, sendo governado por três poderes, o executivo, o legislativo e o judiciário. Por meio de referendos e plebiscitos, é permitida a participação popular nas decisões de governo. A atual constituição do Acre foi promulgada em 1989, acrescida das alterações resultantes de posteriores Emendas Constitucionais. O poder executivo acriano está centralizado no governador do estado, que é eleito em sufrágio universal e voto direto e secreto, pela população para mandatos de até quatro anos de duração, e podem ser reeleitos para mais um mandato. Sua sede é o Palácio Rio Branco, que desde 1930 é a sede do governo acriano. O poder legislativo do estado é unicameral, constituído pela Assembleia Legislativa do Acre, localizado no centro de Rio Branco. É constituída por 24 deputados, que são eleitos a cada 4 anos. No Congresso Nacional, a representação acriana é de 3 senadores e 8 deputados federais. A maior corte do poder judiciário acriano é o Tribunal de Justiça do Estado do Acre, localizado no centro de Rio Branco. Compõem o poder judiciário os desembargadores e os juízes de direito.
Com 241 196 eleitores, Rio Branco é o município com o maior número de eleitores. É seguido por Cruzeiro do Sul, com 54,1 mil eleitores, Sena Madureira (27,5 mil eleitores), Tarauacá (24,9 mil eleitores) e Feijó, Brasiléia e Senador Guiomard, com 19,7 mil, 16,2 mil e 13,5 mil eleitores, respectivamente. O município com menor número de eleitores é Santa Rosa do Purus, com 3,1 mil.
Tratando-se sobre partidos políticos, todos os 35 partidos políticos brasileiros possuem representação no estado. Conforme informações divulgadas pelo Tribunal Superior Eleitoral (TSE), com base em dados de outubro de 2016, o partido político com maior número de filiados no Acre é o Partido dos Trabalhadores (PT), com 10 297 membros, seguido do Partido do Movimento Democrático Brasileiro (PMDB), com 8 616 membros e do Partido Comunista do Brasil (PCdoB), com 8 047 filiados. Completando a lista dos cinco maiores partidos políticos no estado, por número de membros, estão o Partido da Social Democracia Brasileira (PSDB), com 5 954 membros; e o Partido Socialista Brasileiro (PSB), com 3 964 membros. Ainda de acordo com o Tribunal Superior Eleitoral, o Partido Novo (NOVO) e o Partido da Causa Operária (PCO) são os partidos políticos com menor representatividade na unidade federativa, com 4 e 25 filiados, respectivamente.

## Lista de Percursores do Cargo de Governador do Acre
Antes de ter seu território incorporado ao Brasil o Acre foi território boliviano pertencendo primeiro ao território boliviano de Santa Cruz de 1825 a 1836, durante o período da Confederação Peru-Boliviana os territórios que hoje correspondem ao atual estado do acre pertenceu ao mesmo tempo a 2 departamentos do ao sul o departamento de Cusco parte do Estado Sul-Peruano e Amazonas parte do Estado Norte-Peruano aos anos de 1836 a 1839, logo depois do fim da confederação voltou a pertencer a Santa Cruz até o ano de 1841 logo depois foi criado o território de Beni permanecendo nesta condição até sua incorporação pelo governo brasileiro no Tratado de Petrópolis.
De 1825 até 1906 os territórios que compreendem o atual estado do acre foi governado pelo prefeito departamental.
Prefeito departamental de Santa Cruz
Prefeito Departamental do Amazonas
Prefeito Departamental de Santa Cruz
Prefeito Departamental de Beni

## Estado Independente do Acre
| N.º | Nome                           | Imagem | Início do Mandato      | Fim do Mandato          | Observações                                                                | Referências e notas |
| --- | ------------------------------ | ------ | ---------------------- | ----------------------- | -------------------------------------------------------------------------- | ------------------- |
| 1   | Luis Gálvez Rodríguez de Arias |        | 14 de julho de 1899    | 1.º de janeiro de 1900  | Fundador da Estado Independente do Acre.                                   |                     |
| 2   | Antônio de Sousa Braga         |        | 1.º de janeiro de 1900 | 30 de janeiro de 1900   | Assume após o Golpe de Estado em 28 de dezembro de 1899, que depôs Gálvez. |                     |
| 3   | Luis Gálvez Rodríguez de Arias |        | 30 de janeiro de 1900  | 15 de março de 1900     | Reassume com a renúncia do antecessor.                                     |                     |
| 4   | Joaquim Vítor da Silva         |        | 15 de março de 1900    | 25 de abril de 1900     | Assume a presidência temporariamente no cargo de vice-presidente.          |                     |
| —   | Reincorporação à Bolívia       |        | 25 de abril de 1900    | 7 de agosto de 1902     | Devolução do território a Bolívia.                                         |                     |
| 5   | José Plácido de Castro         |        | 7 de agosto de 1902    | 25 de fevereiro de 1904 | Novamente declarado o Estado Independente do Acre.                         |                     |

## Território Federal do Acre
De 1904 até 1921 o território estava dividido em quatro departamentos: Alto Acre, Alto Purús, Alto Juruá e Alto Tarauacá que eram chefiados por prefeitos nomeados pela presidência da República. Somente a partir de 1921 é que o território passa a ter um governo centralizado, com mandatário também nomeados pelo governo da União.

### Prefeitos Departamentais
| N.º | Nome                                                | Imagem | Início do Mandato     | Fim do Mandato       | Observações                                                                                           | Cargo público anterior                                               |
| --- | --------------------------------------------------- | ------ | --------------------- | -------------------- | --- | -------------------------------------------------------------------- |
| 1   | Raphael Augusto da Cunha Mattos (1850–1906)         |        | 18 de agosto de 1904  | Abril de 1905        | Nomeado pelo Presidente da República.                                                                 | Coronel do Exército Brasileiro                                       |
| 2   | Odilon Pratagy Brasiliense (1857–1933)              |        | Abril de 1905         | Julho de 1905        | Assume interinamente.                                                                                 | Capitão do Exército Brasileiro                                       |
| 3   | José Marques Acauã Ribeiro (1862–1915)              |        | Julho de 1905         | Janeiro de 1906      | Nomeado pelo Presidente da República.                                                                 | Burocrata federal                                                    |
| 4   | Francisco das Chagas Pinto Monteiro (1873–1915)     |        | Janeiro de 1906       | Março de 1906        | Assume interinamente.                                                                                 | Alferes do Exército Brasileiro                                       |
| 5   | João de Oliveira Rola (1870–1967)                   |        | Março de 1906         | Julho de 1906        | Assume interinamente.                                                                                 | Sem cargo público, seringalista.                                     |
| 6   | José Plácido de Castro (1873–1908)                  |        | 24 de julho de 1906   | 25 de março de 1907  | Nomeado pelo Presidente da República.                                                                 | Ex-presidente do Estado Independente do Acre.                        |
| 7   | Domingos Jesuino de Albuquerque Júnior (1873–1945)  |        | Março de 1907         | Outubro de 1907      | Assume interinamente.                                                                                 | Tenente do Exército e ex Deputado Federal pelo Distrito Federal.     |
| 8   | Antonio Antunes de Alencar (18??–1945)              |        | Outubro de 1907       | Janeiro de 1908      | Assume interinamente.                                                                                 | Burocrata federal                                                    |
| 9   | Gabino Besouro (1851–1930)                          |        | Janeiro de 1908       | Novembro de 1909     | Nomeado pelo Presidente da República.                                                                 | Coronel do Exército Brasileiro.                                      |
| 10  | Francisco Simplicio Ferreira da Costa               |        | Novembro de 1909      | Dezembro de 1909     | Assume interinamente.                                                                                 |                                                                      |
| 11  | Deocleciano Coelho de Souza                         |        | Dezembro de 1909      | Junho de 1910        | Nomeado pelo Presidente da República.                                                                 | Burocrata federal                                                    |
| 12  | Leónidas Benicio de Mello (18??–1920)               |        | Junho de 1910         | Setembro de 1910     | Assume interinamente.                                                                                 | Burocrata federal                                                    |
| 13  | Fabio Fabrizzi (1868–1941)                          |        | Outubro de 1910       | Dezembro de 1910     | Assume interinamente.                                                                                 |                                                                      |
| 14  | Epaminondas Jácome (1867–1929)                      |        | Dezembro de 1910      | Janeiro de 1911      | Assume interinamente.                                                                                 | Capitão do Exército Brasileiro                                       |
| 15  | Deocleciano Coelho de Souza                         |        | 10 de Janeiro de 1911 | 6 de Janeiro de 1915 | Nomeado pelo Presidente da República.                                                                 |                                                                      |
| 16  | Joaquim Victor da Silva (1863–1933)                 |        | Janeiro de 1915       | Janeiro de 1915      | Assume interinamente.                                                                                 | Sem cargo público, seringalista.                                     |
| 17  | Antonio Vieira de Souza (1875–1926)                 |        | Janeiro de 1915       | Abril de 1915        | Assume interinamente.                                                                                 | Já havia sido nomeado Sub-Prefeito, comerciante e ex-revolucionário. |
| 18  | Augusto Carlos de Vasconcellos Monteiro (1881–1919) |        | 25 de abril de 1915   | Maio de 1916         | Nomeado pelo Presidente da República.                                                                 | Deputado Federal pelo Rio Grande do Norte.                           |
| 19  | Antonio Vieira de Souza                             |        | 2 de maio de 1916     | Maio de 1917         | Nomeado pelo Presidente da República.                                                                 |                                                                      |
| 20  | Augusto Carlos de Vasconcelos Monteiro              |        | Maio de 1917          | Janeiro de 1919      | Nomeado pelo Presidente da República.                                                                 | Deputado Federal pelo Rio Grande do Norte.                           |
| 21  | José da Cunha Vasconcelos (1867–1938)               |        | Janeiro de 1919       | Janeiro de 1921      | 1.º de outubro de 1920 foram extintos os departamentos, ficando no poder até Janeiro do ano seguinte. | Intendente de Taranaçá                                               |

| N.º | Nome                                   | Imagem | Início do Mandato       | Fim do Mandato         | Observações                           | Cargo público anterior                  |
| --- | -------------------------------------- | ------ | ----------------------- | ---------------------- | ------------------------------------- | --------------------------------------- |
| 1   | Antônio Antunes de Alencar (1864–1940) |        | 19 de abril de 1913     | Julho de 1914          | Nomeado pelo Presidente da República. |                                         |
| 2   | Bento Aníbal do Bonfim (1873–1945)     |        | 27 de julho de 1914     | 29 de outubro de 1914  | Assume interinamente.                 |                                         |
| 3   | José Victorino de Menezes              |        | 29 de outubro de 1914   | Janeiro de 1915        | Assume interinamente.                 | Tenente-coronel do Exército Brasileiro. |
| 4   | José Vicente de Assumpção              |        | 1 de fevereiro de 1915  | Abril de 1916          | Assume interinamente.                 |                                         |
| 5   | José Thomaz da Cunha Vasconcellos      |        | 4 de abril de 1916      | Fevereiro de 1918      | Nomeado pelo Presidente da República. |                                         |
| 6   | Julio Pereira Rocque                   |        | 26 de fevereiro de 1918 | 7 de março de 1919     | Assume interinamente.                 |                                         |
| 7   | Agnello de Souza                       |        | 7 de março de 1919      | 11 de junho de 1919    | Assume interinamente.                 |                                         |
| 8   | Augusto Leal Coelho da Rosa            |        | 11 de junho de 1919     | 19 de novembro de 1919 | Nomeado pelo Presidente da República. |                                         |
| 9   | Antonio Carlos Viriato de Saboia       |        | 19 de novembro de 1919  | 1 de abril de 1920     | Assume interinamente.                 |                                         |
| 10  | Agnello de Souza                       |        | 1 de abril de 1920      | 1 de janeiro de 1921   | Nomeado pelo Presidente da República. |                                         |

### Administração unificada
Partidos

      Partido Social Democrático
      Partido Social Progressista
      Partido Trabalhista Brasileiro
      União Democrática Nacional
      Partido Republicano Municipalista
      Partido Moderador Brasileiro
      Partido Libertador
      Partido Republicano Progressista
      Aliança Liberal
      Partido Republicano
      Partido Conservador Nacional
      Partido Trabalhista Nacional
      Partido Social Trabalhista
| N.º | Nome | Nome                                   | Imagem | Início do mandato       | Fim do mandato          | Partido                                 | Observações                                                | Cargo público anterior                                      |
| 1   |      | Epaminondas Jácome (1867–1929)         |        | 1.º de janeiro de 1921  | 17 de fevereiro de 1923 | Partido Republicano Municipalista (PRM) | Nomeado pelo Presidente da República.                      | Capitão do Exército Brasileiro, Ex-prefeito do Alto Acre.   |
| 2   |      | José da Cunha Vasconcelos (1867–1938)  |        | 17 de fevereiro de 1923 | 26 de maio de 1926      | Partido Moderador Brasileiro (PMB)      | Nomeado pelo Presidente da República.                      | Deputado Federal pelo Acre, Ex-prefeito do Alto Acre.       |
| 3   |      | Alberto Diniz (1868–1956)              |        | 26 de maio de 1926      | 15 de junho de 1927     | Partido Libertador (PL)                 | Nomeado pelo Presidente da República.                      | Desembargador do Tribunal de Apelação do território do Acre |
| 4   |      | Hugo Carneiro (1889–1979)              |        | 15 de junho de 1927     | 8 de dezembro de 1930   | Partido Republicano Progressista (PRP)  | Nomeado pelo Presidente da República.                      | Juiz municipal e juiz de direito da comarca de Tarauacá     |
| 5   |      | Francisco Vasconcelos (1???–1963)      |        | 8 de dezembro de 1930   | 20 de setembro de 1934  | Aliança Liberal (AL)                    | Nomeado pelo Presidente da República.                      | Delegado de Polícia de Rio Branco                           |
| 6   |      | José Maria Brandão (1888–1961)         |        | 21 de setembro de 1934  | 14 de abril de 1935     | Partido Trabalhista Brasileiro (PTB)    | Nomeado pelo Presidente da República.                      | Juiz municipal e juiz de direito da comarca de Rio Branco   |
| 7   |      | Manuel Martiniano do Prado             |        | 14 de abril de 1935     | 15 de março de 1937     | Partido Republicano (PR)                | Nomeado pelo Presidente da República.                      | Sem experiência anterior em cargos públicos                 |
| 8   |      | Epaminondas Martins (1888–1966)        |        | 15 de março de 1937     | 30 de agosto de 1941    | Partido Trabalhista Brasileiro (PTB)    | Nomeado pelo Presidente da República.                      | Tenente-Coronel do Exército Brasileiro                      |
| 9   |      | Oscar Passos (1902–1994)               |        | 30 de agosto de 1941    | 25 de outubro de 1942   | Partido Trabalhista Brasileiro (PTB)    | Nomeado pelo Presidente da República.                      | Capitão do Exército Brasileiro                              |
| 10  |      | Silvestre Gomes (1883–1952)            |        | 25 de outubro de 1942   | 22 de fevereiro de 1946 | Partido Conservador Nacional (PCN)      | Nomeado pelo Presidente da República.                      | Coronel do Exército Brasileiro                              |
| 11  |      | José Guiomard (1907–1983)              |        | 22 de fevereiro de 1946 | 30 de junho de 1950     | Partido Social Democrático (PSD)        | Nomeado pelo Presidente da República.                      | Capitão do Exército Brasileiro                              |
| 12  |      | Raimundo Pinheiro Filho                |        | 1.º de julho de 1950    | 30 de janeiro de 1951   | Partido Trabalhista Nacional (PTN)      | Nomeado pelo Presidente da República.                      | General do Exército Brasileiro                              |
| 13  |      | João Kubitschek (1898–1965)            |        | 30 de janeiro de 1951   | 21 de maio de 1951      | Partido Social Democrático (PSD)        | Nomeado pelo Presidente. Era primo de Juscelino Kubitschek | Prefeito de Diamantina                                      |
| 14  |      | Amílcar Dutra de Menezes (1908–1965)   |        | 21 de maio de 1951      | 21 de maio de 1953      | Partido Social Progressista (PSP)       | Nomeado pelo Presidente da República.                      | Diretor-Geral do Departamento de Imprensa e Propaganda      |
| 15  |      | Abel Pinheiro Maciel Filho (1895–19??) |        | 21 de maio de 1953      | 10 de setembro de 1954  | Partido Social Trabalhista (PST)        | Nomeado pelo Presidente da República.                      | Prefeito de Tarauacá                                        |
| 16  |      | Francisco d'Oliveira Conde (1880–1962) |        | 10 de setembro de 1954  | 2 de março de 1955      | Partido Social Progressista (PSP)       | Nomeado pelo Presidente da República.                      | Sem experiência anterior em cargos públicos                 |
| 17  |      | Paulo Torres (1903–2000)               |        | 2 de março de 1955      | 4 de abril de 1956      | Partido Social Trabalhista (PST)        | Nomeado pelo Presidente da República.                      | Chefe do Departamento Federal Segurança pública             |
| 18  |      | Valério Magalhães (1909–1964)          |        | 4 de abril de 1956      | 10 de novembro de 1958  | Partido Social Democrático (PSD)        | Nomeado pelo Presidente da República.                      | Secretário-Geral do Território Federal de Ponta Porã        |
| 19  |      | Manuel Fontenele de Castro (1873–1945) |        | 10 de novembro de 1958  | 18 de março de 1961     | Partido Social Democrático (PSD)        | Nomeado pelo Presidente da República.                      | Prefeito de Rio Branco                                      |
| 20  |      | José Altino Machado (1924–2011)        |        | 18 de março de 1961     | 4 de setembro de 1961   | Partido Trabalhista Brasileiro (PTB)    | Nomeado pelo Presidente da República.                      | Procurador do Ministério da Justiça e Segurança Pública     |
| 21  |      | Osvaldo Pinheiro de Lima (1905–19??)   |        | 4 de setembro de 1961   | 29 de outubro de 1961   | União Democrática Nacional (UDN)        | Nomeado pelo Presidente da República.                      | Deputado Federal pelo Acre                                  |
| 22  |      | Rui Lino (1924–1987)                   |        | 29 de outubro de 1961   | 15 de junho de 1962     | Partido Trabalhista Brasileiro (PTB)    | Nomeado pelo Presidente da República.                      | Deputado Federal pelo Acre                                  |

## Governo do Estado do Acre
Partidos

      Nenhum (militar)
      Aliança Renovadora Nacional
      Partido do Movimento Democrático Brasileiro
      Partido da Social Democracia Brasileira
      Partido dos Trabalhadores

      Partido Democrático Social
      Partido Progressista
      Partido Trabalhista Brasileiro
| №  | Governador (Nascimento–Falecimento) | Governador (Nascimento–Falecimento) | Retrato                        | Eleito    | Início do mandato      | Fim do mandato         | Partido político                                   | Vice-governador | Vice-governador             | Cargo público anterior                                                 |
| -- | ----------------------------------- | ----------------------------------- | ------------------------------ | --------- | ---------------------- | ---------------------- | -------------------------------------------------- | --------------- | --------------------------- | ---------------------------------------------------------------------- |
| 1  |                                     | Aníbal Miranda (1916–2004)          |                                | —         | 15 de junho de 1962    | 1.º de março de 1963   | Partido Trabalhista Brasileiro (PTB)               | vago            | vago                        | Diretor da Companhia de Desenvolvimento Industrial do Acre (CODISACRE) |
| 2  |                                     | José Augusto (1930–1971)            |                                | 1962      | 1.º de março de 1963   | 8 de maio de 1964      | Partido Trabalhista Brasileiro (PTB)               | vago            | vago                        | Deputado federal pelo Acre                                             |
| 3  |                                     | Edgar Cerqueira (1929–2002)         |                                | —         | 8 de maio de 1964      | 19 de setembro de 1966 | Nenhum (militar)                                   | vago            | vago                        | Comandante da 4ª Companhia de Fronteiras                               |
| 4  |                                     | Jorge Kalume (1920–2010)            |                                | 1966      | 19 de setembro de 1966 | 15 de março de 1971    | Aliança Renovadora Nacional (ARENA)                | vago            | vago                        | Deputado federal pelo Acre                                             |
| 5  |                                     | Wanderley Dantas (1932–1982)        |                                | 1970      | 15 de março de 1971    | 15 de março de 1975    | Aliança Renovadora Nacional (ARENA)                |                 | Alberto Costa (ARENA)       | Deputado federal pelo Acre                                             |
| 6  |                                     | Geraldo Mesquita (1919–2009)        |                                | 1974      | 15 de março de 1975    | 15 de março de 1979    | Aliança Renovadora Nacional (ARENA)                |                 | Omar Sabino (ARENA)         | Senador pelo Acre                                                      |
| 7  |                                     | Joaquim Macedo (1927–2006)          |                                | 1978      | 15 de março de 1979    | 15 de março de 1983    | Aliança Renovadora Nacional (ARENA)                |                 | José Fernandes Rego (ARENA) | Deputado federal pelo Acre                                             |
| 7  | Partido Democrático Social (PDS)    | Joaquim Macedo (1927–2006)          |                                | 1978      | 15 de março de 1979    | 15 de março de 1983    |                                                    |                 | José Fernandes Rego (ARENA) | Deputado federal pelo Acre                                             |
| 8  |                                     | Nabor Júnior (1930–)                |                                | 1982      | 15 de março de 1983    | 14 de maio de 1986     | Partido do Movimento Democrático Brasileiro (PMDB) |                 | Iolanda Fleming (PMDB)      | Deputado federal pelo Acre                                             |
| 9  |                                     | Iolanda Fleming (1936–)             | Governo do Acre                | 1982      | 14 de maio de 1986     | 15 de março de 1987    | Partido do Movimento Democrático Brasileiro (PMDB) | vago            | vago                        | Vice-governadora do Acre                                               |
| 10 |                                     | Flaviano Melo (1949–2024)           |                                | 1986      | 15 de março de 1987    | 2 de abril de 1990     | Partido do Movimento Democrático Brasileiro (PMDB) |                 | Edson Cadaxo (PMDB)         | Prefeito de Rio Branco                                                 |
| 11 |                                     | Edson Cadaxo (1921–2002)            |                                | 1986      | 2 de abril de 1990     | 15 de março de 1991    | Partido do Movimento Democrático Brasileiro (PMDB) | vago            | vago                        | Vice-governador do Acre                                                |
| 12 |                                     | Edmundo Pinto (1953–1992)           |                                | 1990      | 15 de março de 1991    | 17 de maio de 1992     | Partido Democrático Social (PDS)                   |                 | Romildo Magalhães (PDS)     | Deputado estadual do Acre                                              |
| 13 |                                     | Romildo Magalhães (1946–2024)       | Foto como governador           | 1990      | 17 de maio de 1992     | 1.º de janeiro de 1995 | Partido Progressista Reformador (PPR)              | vago            | vago                        | Vice-governador do Acre                                                |
| 14 |                                     | Orleir Cameli (1949–2013)           | Retrato por Jorge Rimasplata   | 1994      | 1.º de janeiro de 1995 | 1.º de janeiro de 1999 | Partido Progressista Brasileiro (PPB)              |                 | Labib Murad (PPB)           | Prefeito de Cruzeiro do Sul                                            |
| 14 | Partido da Frente Liberal (PFL)     | Orleir Cameli (1949–2013)           | Retrato por Jorge Rimasplata   | 1994      | 1.º de janeiro de 1995 | 1.º de janeiro de 1999 |                                                    |                 | Labib Murad (PPB)           | Prefeito de Cruzeiro do Sul                                            |
| 15 |                                     | Jorge Viana (1959–)                 | Retrato oficial de Jorge Viana | 1998 2002 | 1.º de janeiro de 1999 | 1.º de janeiro de 2007 | Partido dos Trabalhadores (PT)                     |                 | Edson Cadaxo (PSDB)         | Prefeito de Rio Branco                                                 |
| 15 | Binho Marques (PT)                  | Jorge Viana (1959–)                 | Retrato oficial de Jorge Viana | 1998 2002 | 1.º de janeiro de 1999 | 1.º de janeiro de 2007 | Partido dos Trabalhadores (PT)                     |                 |                             | Prefeito de Rio Branco                                                 |
| 16 |                                     | Binho Marques (1962–)               | Governo do Acre                | 2006      | 1.º de janeiro de 2007 | 1.º de janeiro de 2011 | Partido dos Trabalhadores (PT)                     |                 | César Messias (PP)          | Vice-governador do Acre                                                |
| 17 |                                     | Tião Viana (1961–)                  | Retrato Oficial de Tião Viana  | 2010 2014 | 1.º de janeiro de 2011 | 1.º de janeiro de 2019 | Partido dos Trabalhadores (PT)                     |                 | César Messias (PP)          | Senador pelo Acre                                                      |
| 17 | Nazareth Araújo (PT)                | Tião Viana (1961–)                  | Retrato Oficial de Tião Viana  | 2010 2014 | 1.º de janeiro de 2011 | 1.º de janeiro de 2019 | Partido dos Trabalhadores (PT)                     |                 |                             | Senador pelo Acre                                                      |
| 18 |                                     | Gladson Cameli (1978–)              | Governo do Acre                | 2018 2022 | 1.º de janeiro de 2019 | Em exercício           | Progressistas (PP)                                 |                 | Major Rocha (PSL)           | Senador pelo Acre                                                      |
| 18 | Mailza Gomes (PP)                   | Gladson Cameli (1978–)              | Governo do Acre                | 2018 2022 | 1.º de janeiro de 2019 | Em exercício           | Progressistas (PP)                                 |                 |                             | Senador pelo Acre                                                      |